# Jagdstaffel 54

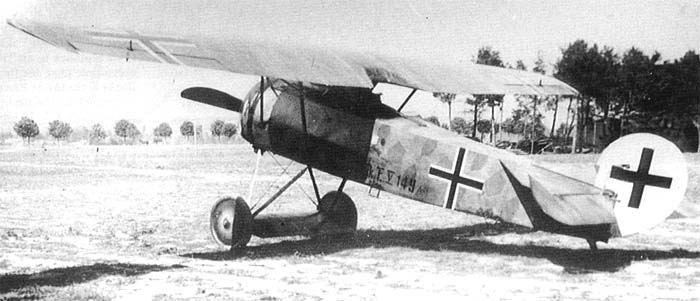
Fokker D.VIII.

Jagdstaffel 54 - Königlich Sächsische Jagdstaffel Nr. 54 - Jasta 54s jednostka lotnictwa niemieckiego Luftstreitkräfte z okresu I wojny światowej.

## Informacje ogólne
Jednostka została utworzona w Grossenhain 1 stycznia 1918 roku w Fliegerersatz Abteilung Nr. 6. Pierwszym dowódcą i twórcą jednostki był podporucznik Paul Erbguth z Jagdstaffel 30. Jednostka uzyskała zdolność operacyjną 15 stycznia, a 19 stycznia została skierowana na front pod dowództwo 2 Armii i przydzielona do Jagdgruppe 10. W jej skład wchodziły wówczas Jagdstaffel 3, Jagdstaffel 17, Jagdstaffel 56. W okresie do 25 marca stacjonowała na lotnisku polowym w Neuvilly. Następnie została przeniesiona w obszar operacji 4 Armii. Do 2 Armii jednostka została ponownie skierowana 6 czerwca. Umieszczono ją na lotnisku w Ennemain i dołączono tym razem do  Jagdgruppe 9, w której skład wchodziły Jagdstaffel 34, Jagdstaffel 37, Jagdstaffel 77.
10 lipca nastąpiła kolejna dyslokacja jednostki. Jasta 54 została przeniesiona na około miesiąc w obszar działania 3 Armii, skąd nastąpiło kolejne przeniesienie pod dowództwo 19 Armii. Do końca wojny eskadra operowała z lotniska polowego w Mörchingen.
Eskadra walczyła przede wszystkim na samolotach  Fokker D.VII. 
Jasta 54 w całym okresie wojny odniosła ponad 22 zwycięstw nad samolotami nieprzyjaciela. W okresie od stycznia 1918 do listopada 1918 roku jej straty wynosiły 3 zabitych w walce, 1 ranny w wypadku lotniczym. 
W Eskadrze nie służył żaden z asów myśliwskich I wojny światowej. Natomiast służył as II wojny światowej Erich Mix

## Dowódcy Eskadry
| Stopień   | Nazwisko     | Okres                      |
| --------- | ------------ | -------------------------- |
| Porucznik | Paul Erbguth | 01.01.1918 - kwiecień.1918 |
| Porucznik | Ernst Turck  | kwiecień 1918 - xxx        |
| Porucznik | von Fichte   | xxx - xxx                  |
| Porucznik | Ernst Turck  | xxx - 11.11.1918           |